# Leiopelma
Leiopelma is een geslacht van kikkers uit de familie Nieuw-Zeelandse oerkikkers (Leiopelmatidae). De groep werd voor het eerst wetenschappelijk beschreven door Leopold Fitzinger in 1861. Later werd de wetenschappelijke naam Liopelma  gebruikt. De geslachtsnaam Leiopelma komt uit het Grieks en betekent vrij vertaald 'gladde zool'.
Er zijn vier soorten die endemisch zijn in Nieuw-Zeeland. De soorten zijn zeer primitief in bouw en levenswijze. De verschillende soorten worden wel aangeduid met oerkikkers.

## Soorten
Geslacht Leiopelma
- Soort Leiopelma archeyi Turbott, 1942
- Soort Leiopelma hamiltoni McCulloch, 1919
- Soort Leiopelma hochstetteri Fitzinger, 1861

### Uitgestorven soorten
De volgende soorten zijn uitgestorven maar behoren tot het geslacht Leipelma
- Soort †Leiopelma auroraensis
- Soort †Leiopelma markhami
- Spprt †Leiopelma waitomoensis